# Jens Verdoner
Jens Verdoner (født 31. maj 1969 i Sønderborg) er rektor på A.P. Møller Skolen i Slesvig, der benyttes af det danske mindretal i Sydslesvig, Tyskland.

## Baggrund og uddannelse
Verdoner gik i folkeskole på Sønderskovskolen i Sønderborg og blev student fra Amtsgymnasiet i Sønderborg 1988 (kom senere til at hedde Alssundgymnasiet). Efter studieophold ved Christian-Albrechts-Universität zu Kiel 1995-1996 blev han i 1999 cand.mag. (master i tysk) fra Aarhus Universitet 1999 med sidefag i historie og samfundsfag fra Syddansk Universitet 2005-2008. Verdoner blev master i offentlig ledelse fra Syddansk Universitet 2022.

## Karriere
Verdoner underviste 2001-2010 som lektor på Haderslev Katedralskole og var 2010-2013 lektor på Alssundgymnasiet Sønderborg. Han fungerede 2013-2014 som pædagogisk leder på Aabenraa Statsskole og 2014-2019 som uddannelsesleder på Alssundgymnasiet Sønderborg. Verdoner var vicerektor på Alssundgymnasiet i Sønderborg fra 2019, indtil han februar 2022 blev udnævnt til rektor for A.P. Møller Skolen.

## Privat
Jens Verdoner er gift og har tre voksne sønner.